# ユーラトム条約
ユーラトム条約（英: Euratom Treaty）は、正式名称は欧州原子力共同体を設立する条約（英: Treaty establishing the European Atomic Energy Community）であり、文字通り欧州原子力共同体を設立する条約である。この条約はローマ条約（欧州経済共同体を設立する条約）とともに1957年3月25日に署名された。
ユーラトム条約は条約で設立された組織の知名度が低いために、ほとんど知られていない。欧州経済共同体は今では欧州連合にまで発展したが、欧州原子力共同体は欧州連合の機関が運営する形ではあるが、1957年当時のまま残っている。当初は独立組織として設立されたものの、1967年のブリュッセル条約（合併条約）により、欧州経済共同体の内部組織である欧州石炭鉄鋼共同体と合併した。
後の時代で、ヨーロッパの世論における原子力を取り巻く敏感さのために、ユーラトム条約はほとんど修正されていない。ゆえに、特に民主主義的な監視の面で、時代遅れ過ぎるという主張もあった。原子力を条約に盛り込むことで多くの民が反対に回るかもしれないと恐れたがために、それまでの条約を全て統合するはずだった欧州のための憲法を制定する条約（未承認）には含まれなかった。しかしながら、この条約もまた欧州連合に関する有効な条約（欧州連合基本条約）の一つに違いはないのである。